# Слободан Унковски
Слободан Унковски (Скопље, 1948) је македонски позоришни редитељ и универзитетски професор.

## Биографија
Дипломирао је на Академији за позориште, филм и телевизију у класи професора Вјекослава Афрића.
Предаје позоришну режију на основним и мастер студијама на Факултету драмских уметности у Скопљу.
Обављао је функцију министра културе Македоније.
Режирао је неколико телевизијских филмова, као што су Саслушање на железници, Лет во место и Диво месо.
Према сопственим речима био је цензурисан у Македонији.

## Награде
- Најбоља представа Стеријином позорја (1975, 1980, 1983, 1985, 1990)[5]
- Најбоља представа МЕСС-а (1973, 1979, 1983)[5]
- Награда за најбољег редитеља на Гавелиним вечерима[5]
- Награда Бојан Ступица[5]
- Златни ловоров венац[5]

## Одабрана театрографија
- Обична прича, 08.03.1969, Београд, Југословенско драмско позориште
- Генерал и његов лакрдијаш, 22.09.1970, Београд, Југословенско драмско позориште
- Слике жалосних догађаја, 23.01.1981, Нови Сад, Српско народно позориште
- ЛУДА, 11.10.1981, Београд, Београдско драмско позориште
- Хрватски Фауст, 07.12.1982, Београд, Југословенско драмско позориште
- Тетовиране душе, 10.02.1986, Београд, Звездара театар
- Родољупци, 26.12.1986, Нови Сад, Српско народно позориште
- Позоришне илузије, 03.04.1991, Београд, Југословенско драмско позориште
- Буре барута, 18.03.1995, Београд, Југословенско драмско позориште
- Бура, 10.08.2001, Будва, Град театар
- Шине, 25.11.2002, Београд, Југословенско драмско позориште
- Галеб, 25.06.2003, Београд, Југословенско драмско позориште
- Брод за лутке, 05.06.2006, Београд, Југословенско драмско позориште
- Фигарова женидба и развод, 16.11.2008, Београд, Народно позориште
- Како вам драго, 20.11.2009, Београд, Југословенско драмско позориште
- Мандрагола, 16.12.2009, Београд, Мадленијанум
- Није смрт бицикло (да ти га украду), 17.06.2011, Београд, Југословенско драмско позориште
- Живот је сан, 23.01.2012, Београд, Народно позориште
- Ајнштајнови снови, 15.10.2017, Београд, Југословенско драмско позориште
- Маму му јебем ко је први почео, 27.01.2020, Београд, Југословенско драмско позориште